# 民主連合 (ガボン)
民主連合（みんしゅれんごう、フランス語: Rassemblement des Démocrates、略称:RDD、英語: Rally of Democrats）は、ガボンの政党。1992年クリスチャン・セルジュ・マロンガによって設立された。
2005年の大統領選挙では、マロンガは党公認で立候補し5人中最下位であった。